# Manilius (cráter)

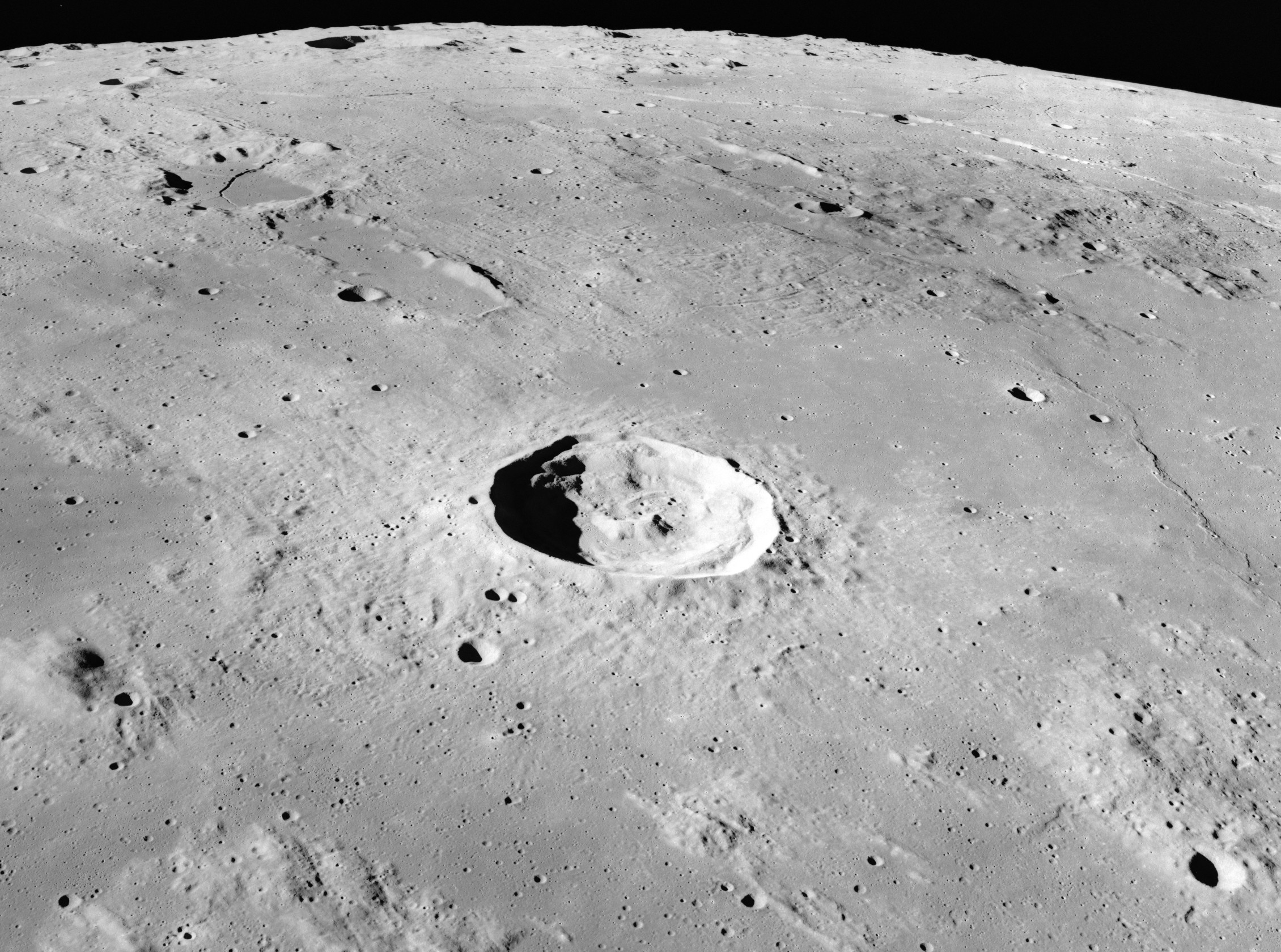
Imagen oblicua desde el Apolo 17

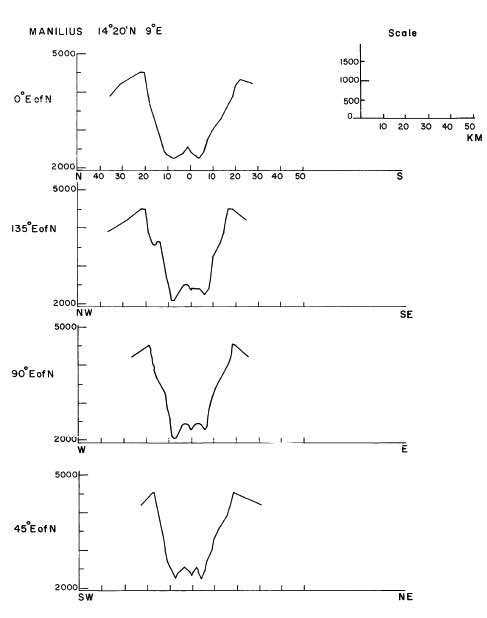
Perfiles transversales de Manilius

Manilius es un cráter de impacto lunar situado en el borde noreste del Mare Vaporum.
|  |  |

Presenta un borde bien definido, con una superficie interior inclinada que se extiende directamente hasta el montículo de rocas en forma de anillo en la base, y una pequeña rampa exterior. El pequeño interior del cráter tiene un albedo más alto que el entorno, y aparece brillante cuando el sol se sitúa elevado sobre el horizonte. Dentro del cráter se localiza una formación de picos centrales cerca del punto medio. El cráter también posee un sistema de marcas radiales que se extiende a una distancia de más de 300 kilómetros.

## Nombres
Manilius lleva el nombre del astrónomo romano Marco Manilio. Como muchos de los cráteres del lado visible de la Luna, recibió su nombre de Giovanni Riccioli, cuyo sistema de nomenclatura ideado en 1651 se ha estandardizado. Los cartógrafos lunares anteriores habían dado a este elemento diversos nombres. En el mapa de 1645 de Michael van Langren se denominaba "Isabellae Reg Hisp." (en honor de Isabel Clara Eugenia, infanta de España) y Johannes Hevelius lo llamó "Insula Besbicus" en referencia a la isla de Turquía actualmente conocida como Imrali.

## Cráteres satélite
Por convención estos elementos son identificados en los mapas lunares poniendo la letra en el lado del punto medio del cráter que está más cercano a Manilius.
|          | \| Manilius \| Coordenadas \| Diámetro \| \| -------- \| ---------------------------- \| -------- \| \| B \| 16°36′N 7°18′E / 16.6, 7.3 \| 6 km \| \| C \| 12°06′N 10°24′E / 12.1, 10.4 \| 7 km \| \| D \| 13°12′N 7°00′E / 13.2, 7.0 \| 5 km \| \| E \| 18°18′N 6°24′E / 18.3, 6.4 \| 49 km \| \| G \| 15°30′N 9°42′E / 15.5, 9.7 \| 5 km \| \| H \| 17°48′N 8°36′E / 17.8, 8.6 \| 3 km \| \| K \| 11°54′N 11°12′E / 11.9, 11.2 \| 3 km \| \| T \| 13°24′N 10°36′E / 13.4, 10.6 \| 4 km \| \| U \| 13°48′N 10°48′E / 13.8, 10.8 \| 4 km \| \| W \| 13°24′N 12°54′E / 13.4, 12.9 \| 4 km \| \| X \| 14°24′N 13°24′E / 14.4, 13.4 \| 3 km \| \| Z \| 16°24′N 11°42′E / 16.4, 11.7 \| 3 km \| |          |
| Manilius | Coordenadas | Diámetro |
| B        | 16°36′N 7°18′E / 16.6, 7.3 | 6 km     |
| C        | 12°06′N 10°24′E / 12.1, 10.4 | 7 km     |
| D        | 13°12′N 7°00′E / 13.2, 7.0 | 5 km     |
| E        | 18°18′N 6°24′E / 18.3, 6.4 | 49 km    |
| G        | 15°30′N 9°42′E / 15.5, 9.7 | 5 km     |
| H        | 17°48′N 8°36′E / 17.8, 8.6 | 3 km     |
| K        | 11°54′N 11°12′E / 11.9, 11.2 | 3 km     |
| T        | 13°24′N 10°36′E / 13.4, 10.6 | 4 km     |
| U        | 13°48′N 10°48′E / 13.8, 10.8 | 4 km     |
| W        | 13°24′N 12°54′E / 13.4, 12.9 | 4 km     |
| X        | 14°24′N 13°24′E / 14.4, 13.4 | 3 km     |
| Z        | 16°24′N 11°42′E / 16.4, 11.7 | 3 km     |

Los siguientes cráteres han sido renombrados por la UAI:
- Manilius A -  Véase  Bowen.
- Manilius F -  Véase  Yangel'.